# Crockenhill
Crockenhill is een civil parish in het bestuurlijke gebied Sevenoaks, in het Engelse graafschap Kent.